# Círculo de Composición del Perú
El Círculo de Composición del Perú (CIRCOMPER) es un grupo de músicos cuyo objetivo es el estudio y la difusión de la música clásica contemporánea escrita en el Perú. Fue fundado el 9 de junio de 2001 a iniciativa de Juan Arroyo, Carlos Alberto Cárdenas, Daniel Kudó y César Sangay. La gran mayoría de sus miembros son compositores jóvenes y estudiantes de composición.

## Historia
Aproximadamente en abril del año 2001 Juan Gonzalo Arroyo y Carlos Alberto Cárdenas, entonces estudiantes en el Conservatorio Nacional de Música, empiezan a conversar sobre la formación de una agrupación de compositores peruanos. Comentan su idea con Daniel Kudó y César Sangay, y empiezan a organizar pequeñas reuniones en las cuales realizan análisis musicales y audiciones. Se decidió convocar a una reunión con un mayor número de asistentes y para tal efecto se colocaron avisos de convocatoria en el Conservatorio Nacional de Música de Lima, acordándose la reunión para el sábado 9 de junio de 2001. Esa fecha se funda Circomper e inicia actividades con una lista de interés, que es el principal órgano de coordinación de las actividades del grupo desde aquella fecha. Posteriormente se crearon la página web, el wiki y el blog.
Desde entonces, Circomper ha realizado reuniones periódicas en las cuales se realizan audiciones de música y se invita a compositores peruanos a hacer una exposición sobre sus obras. En estas reuniones también se han organizado diversos proyectos, entre los cuales destacan:
- La participación en la 3.ª y 4.ª ediciones del Festival Internacional de Música Clásica Contemporánea de Lima, organizado por el Centro Cultural de España (Perú). En estos festivales Circomper colaboró con organización de las clases maestras y recibió fechas para estrenar composiciones de circomper. En ambos festivales grabaciones de algunas de estas composiciones fueron incluidas en el disco compacto del festival.

- La grabación de un disco del coro "Secreto a Voces", incluyendo exclusivamente material de Circomper.

- La presentación de un proyecto para la realización de un concurso de composición dentro del marco del festival de música de cámara "Lukas David", organizado por la Universidad Peruana Cayetano Heredia. Dicho proyecto fue aceptado y sacado adelante por el Dr. Jorge Berríos (director del Centro Cultural y Académico de la UPCH) y la Asociación Cultural Lukas David.

- La elaboración del documental Descubriendo a Enrique Iturriaga (enlace roto disponible en Internet Archive; véase el historial, la primera versión y la última)., producido por el Centro Cultural de España.

A inicios de 2008 la lista de interés de Circomper contaba con poco más de ochenta suscriptores. Circomper era inicialmente un grupo mayoritariamente conformado por estudiantes de composición. A finales del año 2007 Circomper ha empezado a invitar a los compositores de generaciones anteriores a suscribirse a su lista de interés.